# Ficus maialis
Ficus maialis är en mullbärsväxtart som beskrevs av Guillaum.. Ficus maialis ingår i släktet fikonsläktet, och familjen mullbärsväxter. Inga underarter finns listade i Catalogue of Life.